# Bisdom Mazara del Vallo
Het bisdom Mazara del Vallo (Latijn: Dioecesis Mazariensis; Italiaans: Diocesi di Mazara del Vallo) is een in Italië gelegen rooms-katholiek bisdom met zetel in de stad Mazara del Vallo in de provincie Trapani, op het eiland Sicilië. Het bisdom behoort tot de kerkprovincie Palermo en is, samen met het aartsbisdom Monreale en de bisdommen Cefalù en Trapani, suffragaan aan het aartsbisdom Palermo.

## Geschiedenis
Het bisdom Mazara del Vallo werd in 1093 op initiatief van Rogier I van Sicilië opgericht. De bisschoppen in de 12e eeuw zagen zich destijds als opvolgers van het tijdens de invasie van de Noormannen verloren gegane bisdom Lilybaeum. Mazara del Vallo was lange tijd suffragaan aan het aartsbisdom Monreale. Toen paus Johannes Paulus II de kerkprovincie Monreale in 2000 ophief, werd Mazara del Vallo toegevoegd aan de kerkprovincie Palermo.

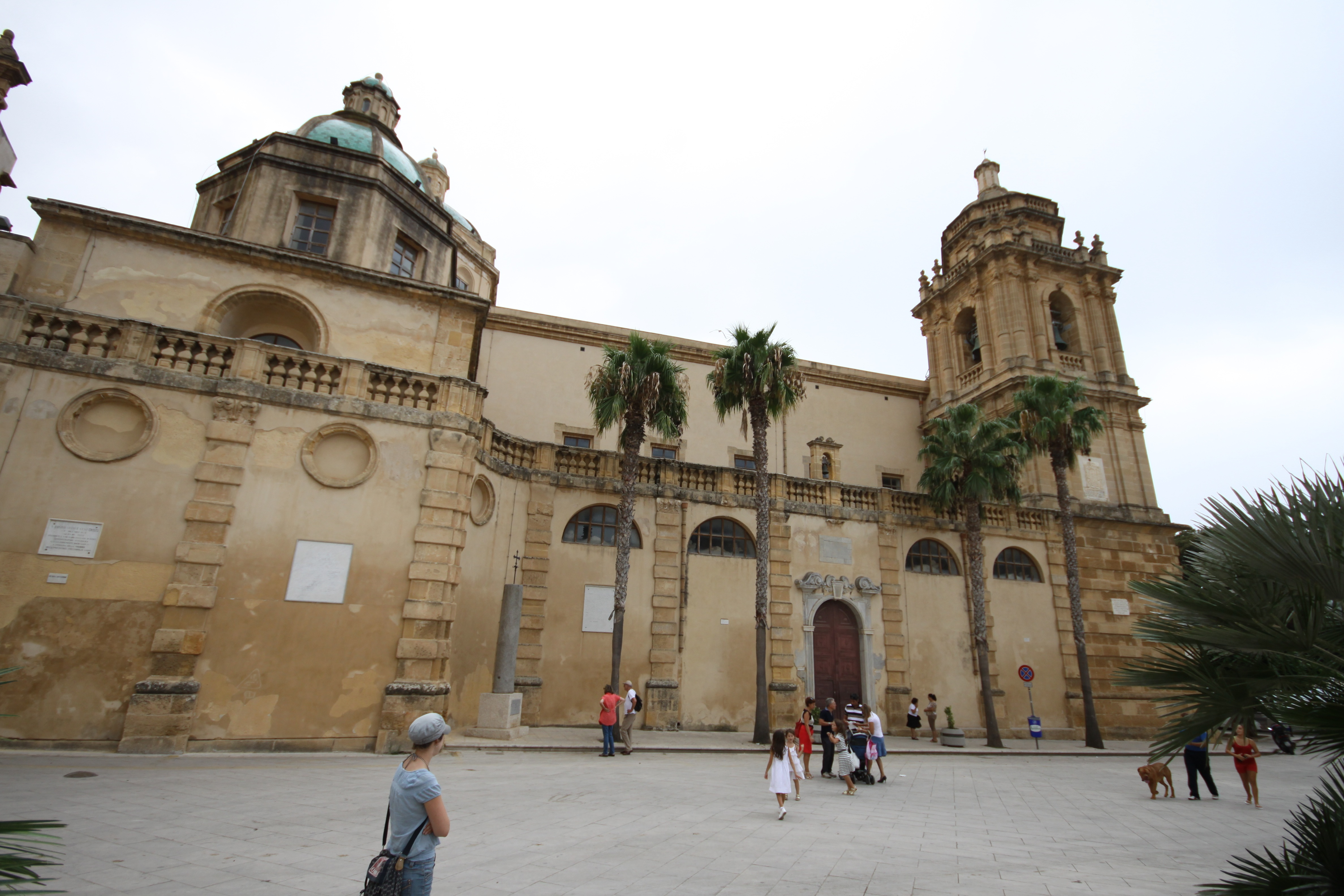
Kathedraal van Mazara del Vallo
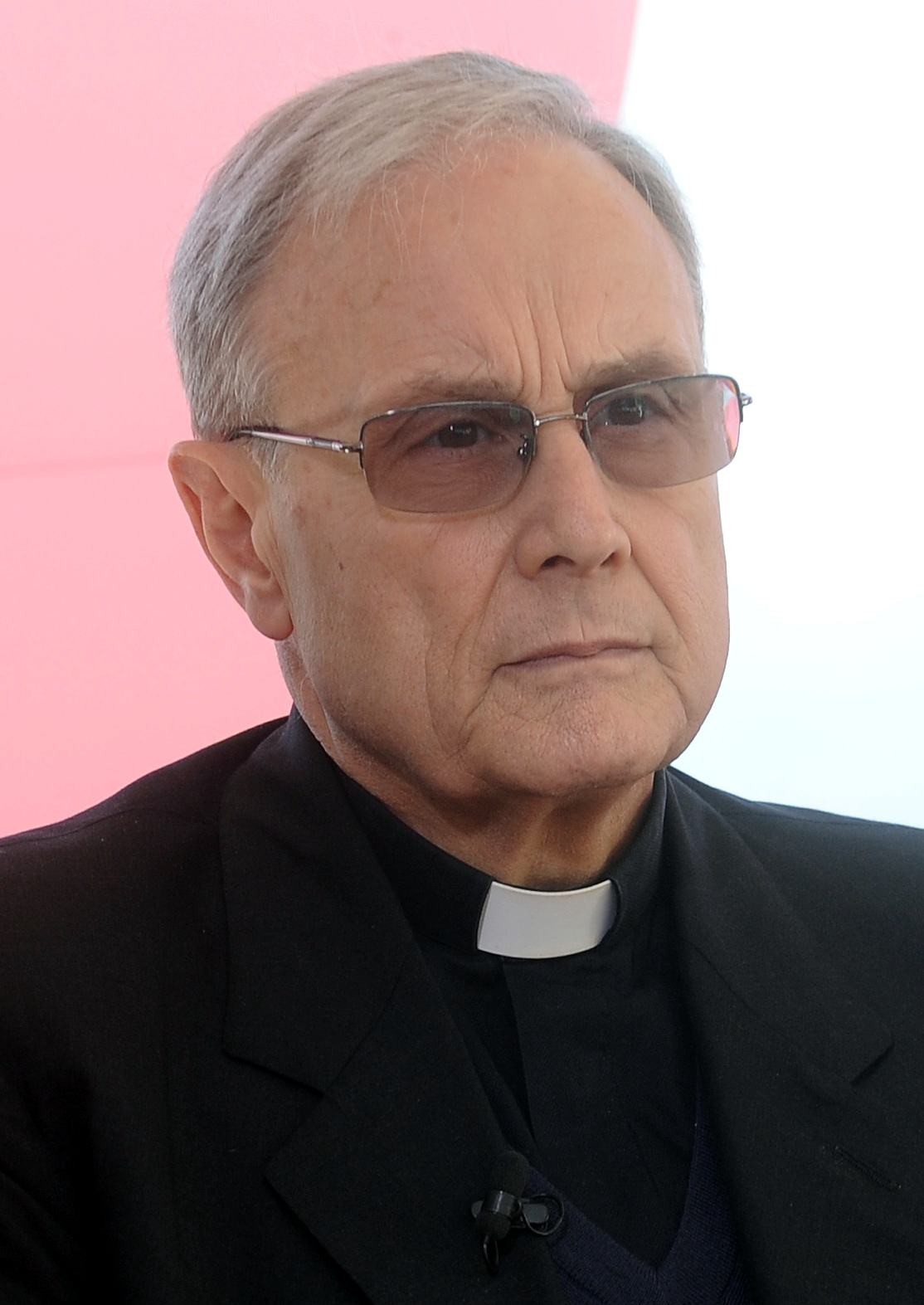
Bisschop Domenico Mogavero